# YOPER
YOPER este o distribuție de Linux bazată pe RPM.